# Tour Égée
La tour Égée est un gratte-ciel de bureaux situé dans le quartier d'affaires de La Défense, en France (précisément à Courbevoie, dans le quartier du Faubourg de l'Arche).

## Occupants
La tour abrite le siège social d'Elior, ainsi que quelques-unes de ses filiales. La société Egencia, filiale d'Expedia, y occupe également plusieurs étages.

## Construction
Construite en 1999, elle mesure 155 m de haut. Elle est quasiment identique à la tour Adria.

## Pour approfondir

### Filmographie
- Le film Stupeur et Tremblements d'Alain Corneau tourné en 2003, censé se passer au Japon, montre des vues de La Défense depuis cette tour[2].